# Dana Ghia
Pour les articles homonymes, voir Ghia.
Dana Ghia, née Felicita Ghia à Milan (Lombardie) le 13 juillet 1932 et morte le 15 janvier 2024 à Mori (Trentin-Haut-Adige),,, est une actrice, chanteuse et mannequin italien. Au cours de sa carrière d'actrice, Ghia est parfois créditée comme Ghia Arlen.

## Biographie
Née Felicita Ghia à Milan, Dana Ghia commence sa carrière comme mannequin. Elle fait ses débuts comme chanteuse, en 1953, au cours d'un spectacle, puis en 1956, elle est remarquée lors de sa participation sur la RAI au concours pour les nouveaux talents Primo applauso. Peu de temps après, elle apparaît en tant que chanteuse dans des spectacles de variétés à la RAI, et enregistre plusieurs singles. Entre 1963 et 1977, elle apparaît dans des films et de séries télévisées, principalement comme actrice de genre.

## Filmographie partielle
- 1966 : Deguejo (Degueyo) de Giuseppe Vari : Jenny Slader
- 1969 : 
  - Le Commissaire Pepe (original : italien : Il commissario Pepe) de Ettore Scola
  - Queimada de  Gillo Pontecorvo
- 1970 : La Femme du prêtre (La Moglie del prete) de Dino Risi
- 1970 : L'Amour de gré ou de force (Per amore o per forza) de Massimo Franciosa
- 1971 :
  - Cran d'arrêt (Una farfalla con le ali insanguinate) de Duccio Tessari
  - On continue à l'appeler Trinita (...continuavano a chiamarlo Trinità) de Enzo Barboni
- 1972 : 
  - Folie meurtrière (Mio caro assassino) de Tonino Valerii
  - Sacramento (Sei iellato, amico hai incontrato Sacramento!) de Giorgio Cristallini : Rosy
- 1973 : Les Diablesses (La morte negli occhi del gatto) de Antonio Margheriti
- 1975 : Émilie, l'enfant des ténèbres (Il medaglione insanguinato) de Massimo Dallamano
- 1976 : La Mort en sursis (Il trucido e lo sbirro) de Umberto Lenzi
- 1977 : Adios California de Michele Lupo